# Lego Creator
Lego Creator es un videojuego sandbox para Microsoft Windows, que implica construir con elementos de virtual Lego. El juego no tiene misiones, objetivos, desafíos ni limitaciones de dinero. El juego fue lanzado el 11 de noviembre de 1998.

## Jugabilidad
"Lego Creator" se concibió inicialmente como una réplica "Evergreen" del juguete físico. Comenzando con la gama 'Town', el juego se expandiría en cada lanzamiento con la adición de más temas de productos. La funcionalidad también se mejoraría con cada "paquete de contenido".
Al final, los rangos individuales permanecieron independientes y el énfasis se trasladó a una experiencia de juego, con un énfasis reducido en la construcción de forma libre. Originalmente, se esperaba que la gran escala de ladrillos ilimitados pudiera compensar la pérdida del mérito táctil, pero esa esperanza se vio comprometida por las computadoras de la época. Los planes incluían poder crear contenido, que podría incluirse sin problemas en videojuegos de Lego separados. Esto se abandonó a medida que se exploró más a fondo la complejidad de hacerlo.
Cuando se introdujo el tema de Harry Potter en el juego, la serie se había alejado mucho de la premisa original de la construcción LEGO de forma libre. En cambio, el producto avanzó hacia un entorno de construcción más limitado, con mayor énfasis en la jugabilidad.
Además de los ladrillos normales en una variedad de colores, existen "ladrillos de acción" específicos que se mueven o hacen ruido. Los ejemplos incluyen la bisagra, la hélice y la sirena. También hay un "Ladrillo Destructa", un mosaico de 1x2 con una imagen de dinamita superpuesta. Esto se puede usar para destruir modelos en el modo Juego, aunque las creaciones del jugador se reconstruirán automáticamente cuando regrese al modo Construcción. También se pueden usar minifiguras, que pueden pararse, sentarse o caminar, y se pueden configurar para conducir vehículos colocados en un camino o camino. En el modo de juego, las minifiguras y los vehículos pueden viajar por el entorno, se puede interactuar con ladrillos especiales, el cielo se puede configurar de día a noche y el jugador puede controlar o ver desde la perspectiva de cualquier minifigura configurada para moverse, vehículos, y cámaras de seguridad. Las minifiguras emiten sonidos galimatías durante el modo de juego, y el manual de instrucciones del juego detalla cómo reemplazar los archivos de audio de estos sonidos con archivos personalizados.

## Premios
Lego Creator recibió 4 premios: Computer Game Developers Spotlight Award, Mejor juego infantil nuevo; Premios a la excelencia en software de la Asociación de editores de software CODIE, Mejor software de creatividad para el hogar nuevo (EE. UU.); "Top 100 familiares probados", revista Family PC; y Premio PIN Quality Mark Gold, Información para padres. También fue nominado en el 2nd Annual Interactive Achievement Awards por "Título de entretenimiento infantil para PC del año".

## Secuelas
Lego Creator fue seguido por tres secuelas.

### Lego Creator: Knights' Kingdom
Lego Creator: Knights' Kingdom is a medieval-themed construction and management simulation video game developed by Superscape and published by Lego Software in 2000. It is a stand-alone sequel to Lego Creator and is based on the first incarnation of the Lego Knights' Kingdom theme.

### Lego Creator: Harry Potter
Lego Creator: Harry Potter is a construction and management simulation video game based on the 2001 Harry Potter film Harry Potter and the Philosopher's Stone and the Lego Harry Potter brand of building block sets. It was developed by Superscape and published by Lego Software in late 2001. It is the first Lego game based on a licensed property. In the game, the player can build Harry Potter-themed worlds and complete challenges.
Lego Creator: Harry Potter está relacionado con la versión cinematográfica de "Harry Potter y la piedra filosofal" y permite al jugador jugar como varios personajes diferentes e ingresar a cuatro áreas generales, más 5 áreas adicionales. El área de la escuela Inside Hogwarts tiene cuatro salas adicionales que se pueden colocar para llegar a otras áreas, incluida la clase de pociones del profesor Snape y el corredor prohibido. El juego incluye muchas características que le dan al jugador mucha capacidad creativa. Las características incluyen tomar el control de minifiguras y animales, conducir el Expreso de Hogwarts, cambiar el clima de lluvia a nieve, de noche a día, lanzar hechizos y volar en escobas, y crear tus propias minifiguras y modelos con caras y cuerpos de Lego al estilo clásico y de Harry Potter. , capas e incluso varitas; mientras que el taller contiene piezas de castillo, extras y piezas estándar.

### Lego Creator: Harry Potter y la cámara secreta
Lego Creator: Harry Potter and the Chamber of Secrets es la secuela de Lego Creator: Harry Potter, que se centra en la segunda película, Harry Potter y la cámara secreta. Esta es la única entrega de "Lego Creator" que no fue desarrollada por Superscape, sino que fue desarrollada por Qube Software y publicada por Electronic Arts y Lego Interactive en 2002.
Si bien la secuela contiene muchas de las mismas características que el juego debut, se agregaron características adicionales, mejorando la capacidad creativa del jugador, incluidos modelos adicionales, mundos adicionales y minifiguras adicionales. Ciertos personajes o animales pueden llegar a determinadas zonas del juego. Completar tareas desbloqueará diferentes mundos y modelos que el jugador puede usar en su propio mundo. Estas tareas son tutoriales, que muestran al usuario todas las características del programa.

## Reseñas
- Feibel.de[10]
- PlayDome[11]
- All Game Guide[12]